# Valle-di-Rostino
Valle-di-Rostino är en kommun i departementet Haute-Corse på ön Korsika i Frankrike. Kommunen ligger i kantonen Castifao-Morosaglia som tillhör arrondissementet Corte. År 2022 hade Valle-di-Rostino 168 invånare.

## Befolkningsutveckling
Antalet invånare i kommunen Valle-di-Rostino
Referens:INSEE